# Litteraturfrämjandets stipendiater 1972
Boklotteriet ombildades 1965 till en stiftelse: Litteraturfrämjandet. Anledningen till detta var mest av administrativ karaktär.
Under år 1971 blev överskottet för Boklotteriet cirka 538 000 kronor. Antalet lotter var 850 000. 
Litteraturfrämjandet delade 1972 ut följande stipendier:
Stipendier till barn- och ungdomsförfattare om 3 000 kronor till
- Kjell Ivan Anderson

* Stipendier från Arbetarnas bildningsförbund:s Förbundskonferens som erhållit medel från Litteraturfrämjandet på 5 000 kronor till
- Folke Fridell

Stipendium från Aftonbladet som erhållit medel från Litteraturfrämjandet på 10 000 kronor till
- Göran Sonnevi

Stipendium från Fackförbundspressens samorganisation som erhållit medel från Litteraturfrämjandet på 5 000 kronor till
- Ove Allansson

Stipendier från Landsbygdens stipendienämnd som erhållit medel från Litteraturfrämjandet på 5 000 kronor vardera till
- Anni Blomqvist
- Anna Rydstedt

Stipendium från tidningen VI som erhållit medel från Litteraturfrämjandet
- Kerstin Ekman  4 000 kronor
- Margareta Ekström  3 000 kronor
- Ove Allansson  3 000 kronor

Litteraturfrämjandets stora pris på 50 000 kronor till
- Lars Gyllensten

Litteraturfrämjandets stora romanpris på 15 000 kronor till
- Christer Kihlman

Carl Emil Englund-priset på 15 000 kronor till
- Stig Sjödin

Litteraturfrämjandets hederspris Guldskeppet tilldelades
- Ivar Harrie

Ovanstående lista över stipendiater från Litteraturfrämjandet är inte komplett.
För Boklotteriets och Litteraturfrämjandets stipendiater övriga år: Se
- 1949 Boklotteriets stipendiater 1949
- 1950 Boklotteriets stipendiater 1950
- 1951 Boklotteriets stipendiater 1951
- 1952 Boklotteriets stipendiater 1952
- 1953 Boklotteriets stipendiater 1953
- 1954 Boklotteriets stipendiater 1954
- 1955 Boklotteriets stipendiater 1955
- 1956 Boklotteriets stipendiater 1956
- 1957 Boklotteriets stipendiater 1957
- 1958 Boklotteriets stipendiater 1958
- 1959 Boklotteriets stipendiater 1959
- 1960 Boklotteriets stipendiater 1960
- 1961 Boklotteriets stipendiater 1961
- 1962 Boklotteriets stipendiater 1962
- 1963 Boklotteriets stipendiater 1963
- 1964 Boklotteriets stipendiater 1964
- 1965 Litteraturfrämjandets stipendiater 1965
- 1966 Litteraturfrämjandets stipendiater 1966
- 1967 Litteraturfrämjandets stipendiater 1967
- 1968 Litteraturfrämjandets stipendiater 1968
- 1969 Litteraturfrämjandets stipendiater 1969
- 1970 Litteraturfrämjandets stipendiater 1970
- 1971 Litteraturfrämjandets stipendiater 1971
- 1972 Litteraturfrämjandets stipendiater 1972